# Майрбек Шеріпов
Майрбек Джемалдіновіч Шеріпов (1905  — 7 листопада 1942 ) — організатор антирадянського руху в Чечено-Інгушетії в 1941—1942 роках.

## Біографія
Майрбек Шеріпов був молодшим братом Асланбека Шеріпова, командира Чеченської Червоної Армії, вбитого білогвардійцями у вересні 1919 року. В юності вступив до ВКП(б) і почав працювати як юрист. У 1938 році Майрбек Шеріпов був заарештований за «антирадянську пропаганду», але у 1939 році був випущений на волю. У 1941 році його призначили головою Ліспромради Чечено-Інгушської АРСР. Проте восени 1941 року він перейшов у підпілля і розпочав озброєну боротьбу.
У серпні 1942 року Шеріпов на чолі загону з 150 осіб увійшов до села Хімой і пограбував його. Операцію було погоджено з начальником відділу боротьби з бандитизмом НКВС Чечено-Інгушетії Ідрісом Алієвим, який напередодні вивів із села загін НКВС. В результаті в загін Шерипова стали з усієї республіки стікатися незадоволені радянською владою. Цей загін рушив до села Ітум-Калі, де був зустрітий великими силами НКВС та розгромлений:820.
25 серпня 1942 року, залучені чутками про масштабне повстання, гітлерівці скинули у Галашкинський район велику групу диверсантів під керівництвом Османа Губе. Група відразу ж опинилась під повним контролем радянських спецслужб. Вона проіснувала протягом чотирьох місяців, поки НКВС не ухвалило рішення про її ліквідацію.